# Фердинанд-Харрис, Мэри
Мэри Кэтрин Фердинанд-Харрис (англ. Marie Catherine Ferdinand-Harris; род. 13 октября 1978 года в Майами, штат Флорида) — американская профессиональная баскетболистка, выступавшая в женской национальной баскетбольной ассоциации. Она была выбрана на драфте ВНБА 2001 года в первом раунде под общим восьмым номером командой «Юта Старз». Играла на позиции атакующего защитника.

## Ранние годы
Мэри Кэтрин родилась 13 октября 1978 года в городе Майами (Флорида), дочь Джинтилии Фердинанд, у неё есть брат, Самас, и сестра, Мирсилла, училась там же в средней школе Эдисон, в которой выступала за местную баскетбольную команду.